# Leonīds Kalniņš
Leonīds Kalniņš (ur. 13 lutego 1957 w obwodzie tomskim) – łotewski wojskowy, dowódca Narodowych Sił Zbrojnych Łotwy.

## Życiorys
W 1990 roku ukończył Akademię Wojskową w Charkowie. W 1997 roku rozpoczął służbę w 51. batalionie Zemessardze. W 2003 roku został mianowany dowódcą Centrum Szkolenia Wywiadu. W latach 2003–2005 służył w Dowództwie Zarządzania Szkoleniami. W 2006 roku był zastępcą dowódcy łotewskiego kontyngentu w Iraku. W 2011 roku ukończył Kurs Oficerski Sztabu Generalnego w Stanach Zjednoczonych. W 2013 roku ukończył kurs w Baltic Defence College (Estonia). Od 28 czerwca 2016 roku – Szef Połączonych Szefów Sztabów, od 27 stycznia 2017 roku został mianowany Dowódcą Narodowych Sił Zbrojnych Łotwy.

## Odznaczenia
- Order Westharda IV klasy z mieczami (Łotwa)
- Order Zasługi Republiki Włoskiej II Klasy[4]